# Cesset
 Cesset  là một xã ở tỉnh Allier thuộc miền trung nước Pháp.